# Mount Atkinson
Mount Atkinson ist ein etwa 3300 m hoher Berg im westantarktischen Ellsworthland. Er ragt 5,5 km westsüdwestlich des Mount Craddock im Craddock-Massiv der Sentinel Range im Ellsworthgebirge auf.
Der United States Geological Survey kartierte ihn anhand eigener Vermessungen und Luftaufnahmen der United States Navy zwischen 1957 und 1960. Das Advisory Committee on Antarctic Names benannte ihn nach Richard C. Atkinson (* 1929), Direktor der National Science Foundation von 1977 bis 1980.